# مالی سووودول
مالی سووودول (به صربی: Mali Suvodol) یک منطقهٔ مسکونی در صربستان است که در پیروت واقع شده‌است. مالی سووودول ۲۸۱ نفر جمعیت دارد.